# 第一批简体字表
1934年1月，國語統一籌備委員會第29次常委會通過了錢玄同的《搜採固有而較適用的簡體字案》，呈請教育部施行。經教育部批准同意後，委托錢玄同主持編選《簡體字譜》。1935年8月21日，中華民國教育部公布《第一批简体字表》，收簡體字324個。《第一批简体字表》明确说明：

1. 简体字为笔画省简之字，易认易写，别于正体字而言，得以代繁写之正体字；
2. 本表所列之简体字，包括俗字、古字、草书等体，俗字如“体、宝、岩、蚕”等，古字如“气、无、処、广”等，草书如“时、实、为、会”等，皆为已有而通俗习用者。

不過，此次簡化仍引起了軒然大波。湖南省主席何鍵公開演說，指出推行簡體字的害處。各地也有成立反對簡體字的「存文會」。考試院院長戴季陶尤為反對。1936年2月教育部奉行政院命令，訓令“簡體字應暫緩推行”，《第一批简体字表》被收回。这批简体字與中华人民共和国的《简化字总表》不盡相同，例如「處」簡化为「処」而不是「处」。

## 历史
1920年，语言学家钱玄同在《新青年》上发表文章，主张推广简体字。
1932年，钱玄同和北京大学教授黎锦熙向中华民国政府国语统一筹备会第四次大会提交了文件《减省现行汉字的笔画案》，國民政府主席蒋中正对此表示关注。 他询问教育部部长王世杰的意见如何。 王世杰回复道：“我个人认为，有的汉字笔画确实太多，应该作些简化，但只能逐步进行。” 于是，蒋中正决定逐步推行简体字。 民國二十三年蔣中正鑒於匪區教育實施之重要与困難，曾囑託教育部計議簡體字之實施，教育部以茲事所關甚閎，將简体字的事情發交予國語統一籌備委員會黎锦熙处理，黎锦熙提交了1000余字的简化字，王世杰认为太多，删减到三四百字。
民国二十四年（1935年）8月21日，王世杰颁布国民政府教育部第11400号部令，向全社会公布《第一批简体字表》，共计324个；并公布《推行简体字办法》9条。此後簡體字於小學及民眾教學課本推行。
考试院院长戴季陶听闻后，向蒋中正说：“简化汉字十分荒谬，破坏了中国文化”，并三个月拒绝参加国民党会议。
蒋中正思考后，決定暂时搁置简化字方案。 此后一直未有机会再次实行。

## 標準
《第一批简体字表》，有三条选字原则：
1. 以述而不作之原则；
2. 择社会上比较通行之简体字，最先采用；
3. 原字笔画甚简者，不再求简。

以下的簡體字不採用：
1. 同音假借，只用於個別地區的，例如閩粵地區「雜」簡作「什」，江浙地區「葉」簡作「叶」。
2. 同音假借，只用於個別地方的，例如藥方以「姜」代「薑」，賬簿以「旦」代「蛋」。
3. 用作符號的簡體字，例如賬簿以「刄」代「兩」。
4. 多個字共用的簡體字，例如「广」是「廣」和「慶」的簡體字。
5. 偶然使用，尚未通行的簡體字，例如「漢」簡作「汉」，「僅」簡作「仅」。

偏旁如「言」、「鳥」、「馬」、「糸」等，如果簡化就會改動許多漢字，鑄刻字模費時，因此暫時不作簡化。

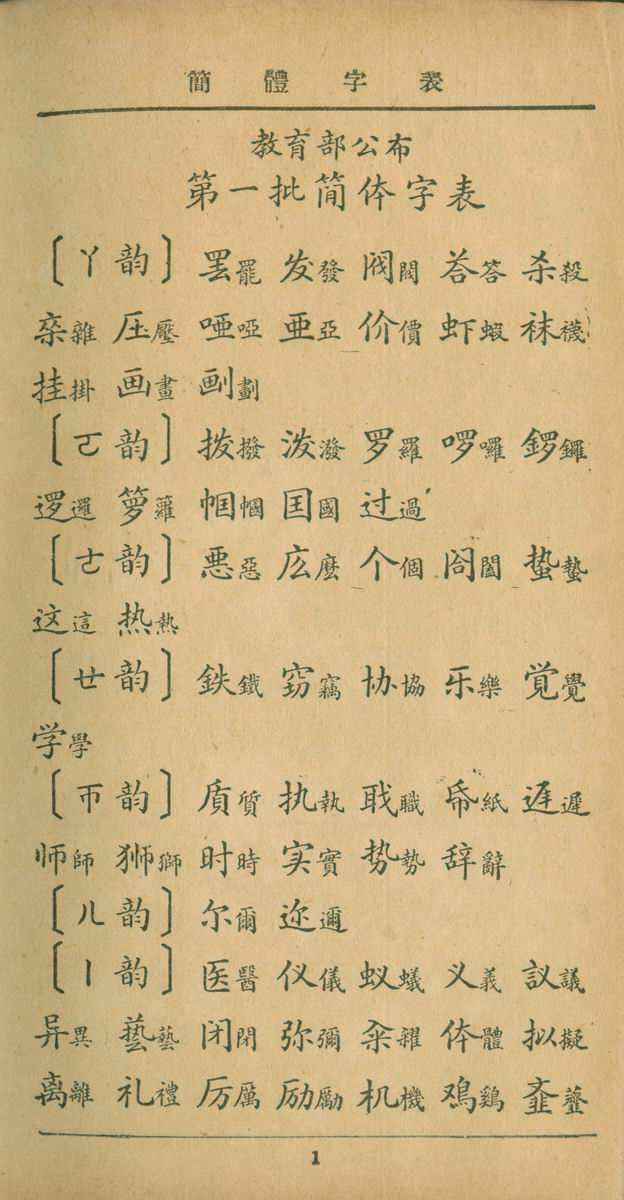
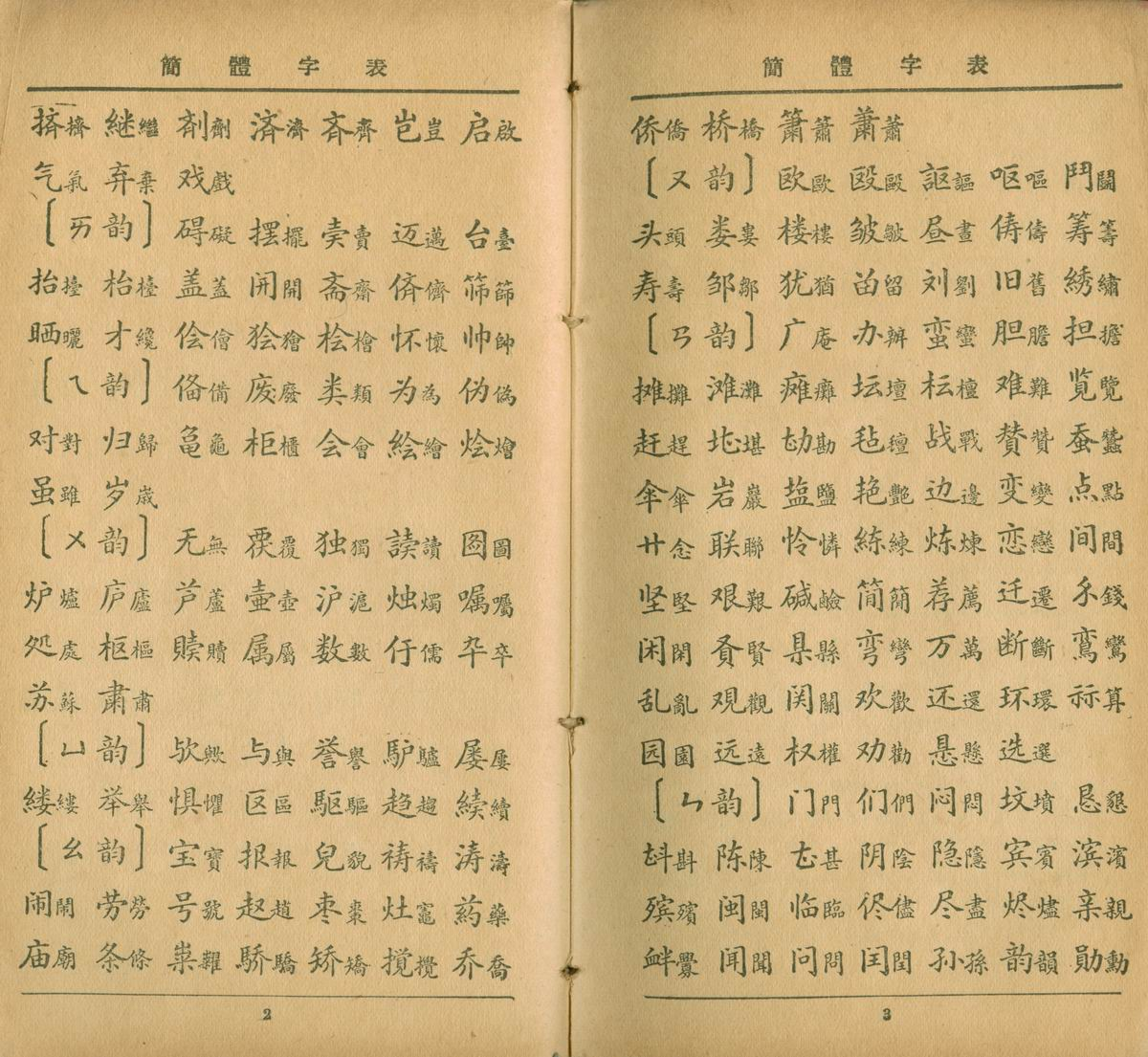
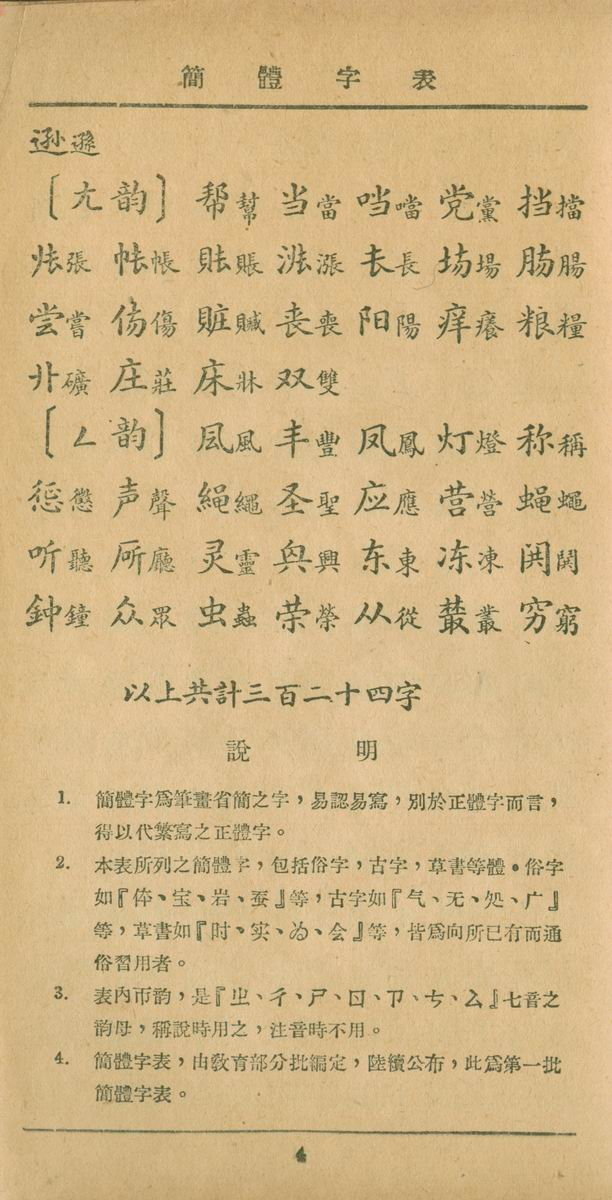